# 蒙基博克斯 (佛羅里達州)
蒙基博克斯（英語：Monkey Box）是位於美國佛羅里達州沼澤縣的一個非建制地區。該地的面積和人口皆未知。

## 地理
蒙基博克斯的座標為27°55′59″N 81°03′21″W / 27.93306°N 81.05583°W，而該地的平均海拔高度為2米（即7英尺）。